# Bryconamericus
Bryconamericus és un gènere de peixos de la família dels caràcids i de l'ordre dels caraciformes.

## Taxonomia
- Bryconamericus agna (Azpelicueta & Almiron, 2001)[2]
- Bryconamericus alfredae (Eigenmann, 1927)[3]
- Bryconamericus alpha (Eigenmann, 1914)[4]
- Bryconamericus andresoi (Román-Valencia, 2003)[5]
- Bryconamericus arilepis (Román-Valencia, Vanegas-Ríos & Ruiz-C., 2008)[6]
- Bryconamericus bayano (Fink, 1976)[7]
- Bryconamericus beta (Eigenmann, 1914)
- Bryconamericus bolivianus (Pearson, 1924)[8]
- Bryconamericus brevirostris (Günther, 1860)[9]
- Bryconamericus carlosi (Román-Valencia, 2003)[10]
- Bryconamericus caucanus (Eigenmann, 1913)[11][12]
- Bryconamericus cinarucoense (Román–Valencia, Taphorn B. & Ruiz–C., 2008)[13]
- Bryconamericus cismontanus (Eigenmann, 1914)[4]
- Bryconamericus cristiani (Román-Valencia, 1999)[14]
- Bryconamericus dahli (Román-Valencia, 2000)[15]
- Bryconamericus deuterodonoides (Eigenmann, 1914)[4]
- Bryconamericus diaphanus (Cope, 1878)[16]
- Bryconamericus ecai (da Silva, 2004)[17]
- Bryconamericus eigenmanni (Evermann & Kendall, 1906)[18]
- Bryconamericus emperador (Eigenmann & Ogle, 1907)[19]
- Bryconamericus exodon (Eigenmann, 1907)[20]
- Bryconamericus galvisi (Román-Valencia, 2000)[15]
- Bryconamericus gonzalezi (Román-Valencia, 2002)[21]
- Bryconamericus grosvenori (Eigenmann, 1927)[3]
- Bryconamericus guaytarae (Eigenmann & Henn in Eigenmann, Henn & Wilson, 1914)[22]
- Bryconamericus guizae (Román-Valencia, 2003)[5]
- Bryconamericus huilae (Román-Valencia, 2003)[5]
- Bryconamericus hyphesson (Eigenmann, 1909)[23]
- Bryconamericus hypopterus (Fowler, 1943)[24]
- Bryconamericus icelus (Dahl a Dahl & Medem, 1964)[25]
- Bryconamericus ichoensis (Román-Valencia, 2000)[26]
- Bryconamericus iheringii (Boulenger, 1887)[27]
- Bryconamericus ikaa (Casciotta, Almirón & Azpelicueta, 2004)[28]
- Bryconamericus lambari (Malabarba & Kindel, 1995)[29]
- Bryconamericus lassorum (Román-Valencia, 2002)[30]
- Bryconamericus loisae (Géry, 1964)[31]
- Bryconamericus macrophthalmus (Román-Valencia, 2003)[5]
- Bryconamericus megalepis (Fowler, 1941)[32]
- Bryconamericus mennii (Miquelarena, Protogino, Filiberto & López, 2002)[33]
- Bryconamericus microcephalus (Miranda-Ribeiro, 1908)[34]
- Bryconamericus miraensis (Fowler, 1945)[35]
- Bryconamericus motatanensis (Schultz, 1944)[36]
- Bryconamericus multiradiatus (Dahl, 1960)[37]
- Bryconamericus novae (Eigenmann & Henn, 1914)[38]
- Bryconamericus orinocoense (Román-Valencia, 2003)[5]
- Bryconamericus ornaticeps (Bizerril & Perez-Neto, 1995)[39]
- Bryconamericus osgoodi (Eigenmann & Allen, 1942)[40]
- Bryconamericus pachacuti (Eigenmann, 1927)[3]
- Bryconamericus patriciae (da Silva, 2004)[17]
- Bryconamericus pectinatus (Vari & Siebert, 1990)[41]
- Bryconamericus peruanus (Müller & Troschel, 1845)[42]
- Bryconamericus phoenicopterus (Cope, 1872)[43]
- Bryconamericus plutarcoi (Román-Valencia, 2001)[44][45]
- Bryconamericus pyahu (Azpelicueta, Casciotta & Almirón, 2004)[46]
- Bryconamericus ricae (Eigenmann, 1908)
- Bryconamericus rubropictus (Berg, 1901)[47]
- Bryconamericus scleroparius (Regan, 1908)[48]
- Bryconamericus simus (Boulenger, 1898)[49]
- Bryconamericus singularis (Román–Valencia, Taphorn B. & Ruiz–C., 2008)[50]
- Bryconamericus stramineus (Eigenmann, 1908)[51]
- Bryconamericus subtilisform (Román-Valencia, 2003)[5]
- Bryconamericus sylvicola (Braga, 1998)[52]
- Bryconamericus tenuis (Bizerril & Auraujo, 1992)[53]
- Bryconamericus ternetzi (Myers, 1928)
- Bryconamericus terrabensis (Meek, 1914)[54]
- Bryconamericus thomasi (Fowler, 1940)[55]
- Bryconamericus tolimae (Eigenmann, 1913)[56]
- Bryconamericus turiuba (Langeani, de Lucena, Pedrini & Tarelho-Pereira, 2005)[57]
- Bryconamericus uporas (Casciotta, Azpelicueta & Almirón, 2002)[58]
- Bryconamericus yokiae (Román-Valencia, 2003)[59]
- Bryconamericus ytu (Almirón, Azpelicueta & Casciotta, 2004)[60]
- Bryconamericus zeteki (Hildebrand, 1938)[61][62][63][64][65][66][67][68]